# Partido Democrático de las Maldivas
El Partido Democrático de las Maldivas (en maldivo: ދިވެހިރައްޔިތުންގެ ޑިމޮކްރެޓިކް ޕާޓީ; y en inglés: Maldivian Democratic Party o MDP), es un partido político de ideología centrista de la República de Maldivas. Su objetivo declarado es promover la democracia liberal y los derechos humanos en el archipiélago. Fue fundado en el exilio en 2003, después de fracasar en ser registrado en 2001, y finalmente pudo operar en el país cuando el Majlis de las Maldivas legalizó formalmente los partidos políticos a mediados de 2005.
Uno de sus líderes, Ibrahim Mohamed Solih, aspiró a la presidencia del país en las cuartas elecciones democráticas en 2023, siendo derrotado por Mohamed Muizzu.
En la actualidad es el segundo partido político por número de escaños en el Majlis de las Maldivas, desde las elecciones legislativas de 2024.

## Resultados electorales

### Elecciones presidenciales
|  | 24.91 % |

|  | 53.65 % |

|  | 45.45 % |

|  | 46.93 % |

|  | 48.61 % |

|  | 58.38 % |

|  | 39.12 % |

|  | 45.94 % |

### Elecciones legislativas
| Año  | Votos  | %     | Escaños | +/-         |
| ---- | ------ | ----- | ------- | ----------- |
| 2005 | 71.558 | 32,29 | 20/42   |             |
| 2009 | 51.184 | 30,81 | 26/77   | 6           |
| 2014 | 75.670 | 40,78 | 26/85   | Sin cambios |
| 2019 | 96.354 | 45,83 | 65/87   | 39          |
| 2024 | 64.650 | 30,73 | 12/93   | 53          |